# شامیرام کله‌چیان
شامیرام کله‌چیان ( انگلیسی: Schamram (Hanım) Kelleciyan؛ ۱۸۷۰ – درگذشته ۱۴ مارس ۱۹۵۵) خواننده-ترانه‌پرداز ارمنی بود. وی از سال تا میلادی مشغول فعالیت بود.

## زندگی‌نامه
وی در ۱۸۷۰ در کنستانتینوپل به دنیا آمد. وی در کلیسای گریگوری روشنگر مقدس گالاتا تحصیل نمود. وی در ۱۴ مارس ۱۹۵۵ در سن سالگی در استانبول درگذشت و در گورستان ارامنه شیشلی به خاک سپرده شد.